# Verónica Hernández
Verónica Hernández Agramunt (Castellón de la Plana, 30 de junio de 1971) es una farmacéutica y profesora valenciana. 

## Biografía
Doctora en Farmacia por la Universidad de Valencia, ha sido profesora de farmacia en la Universidad CEU Cardenal Herrera en Castellón y en la Facultad de Farmacia en la Universidad de Valencia. Desde 2005 ejerció su profesión en Zorita del Maestrazgo (Castellón). Desde 2015 es farmacéutica en Onda y profesora de Farmacología.